# Pripps Bryggerier
Pripps Bryggerier was een Zweedse brouwerij te Göteborg en is nu nog enkel een Zweeds biermerk.

## Geschiedenis
De brouwerij werd in 1828 opgericht door Johan Albrecht Pripp. De eerste grote fusie vond plaats op 3 januari 1927 toen Pipps fuseerde met JW Lyckholm & Co uit Götheborg. Het nieuwe bedrijf kreeg de naam AB Pripps & Lyckholm. In 1928 werd de Carnegie Bryggeri opgekocht en in 1950 brouwerij Apotekarnes. Tijdens de jaren 1950 kon de brouwerij zijn activiteiten uitbreiden en werden er nog andere kleinere brouwerijen opgekocht. In 1961 werd de Malmö Bryggerier opgekocht en nadat de brouwerij in 1964 fuseerde met AB Stockholms Bryggerier veranderde de naam in AB Pripps Bryggerier met hoofdzetel in Stockholm. In de jaren 1970 werden achtereenvolgens Falcon Bryggerier te Falkenberg en Sandwalls te Borås opgekocht. In 1974 werd de brouwerijgroep staatsbedrijf (later Procordia Food en Volvo). In het midden van de jaren negentig werden een deel van de brouwerijen gesloten en de productie overgebracht naar Göteborg en Stockholm. In 2000 kwam het bedrijf in handen van de Deense Carlsberg-groep en omgevormd samen met Falcon Bryggerier tot Carlsberg Sverige. De brouwactiviteiten in Göteborg en Stockholm werden gestaakt en de overgebleven biermerken worden nu gebrouwen in Falkenberg.

## Bieren
- Pripps Blå
- Bayerbräu
- Carnegie Porter
- Three Towns TT
- 1828 (wordt niet meer gebrouwen)[1]